# Agathe Guillemot
Pour les articles homonymes, voir Guillemot.
Agathe Guillemot, née le 11 juillet 1999 à Pont-l'Abbé (Finistère), est une athlète française, spécialiste des courses de demi-fond. Elle est l'actuelle détentrice des records de France du 1 500 m en extérieur et en salle.

## Biographie

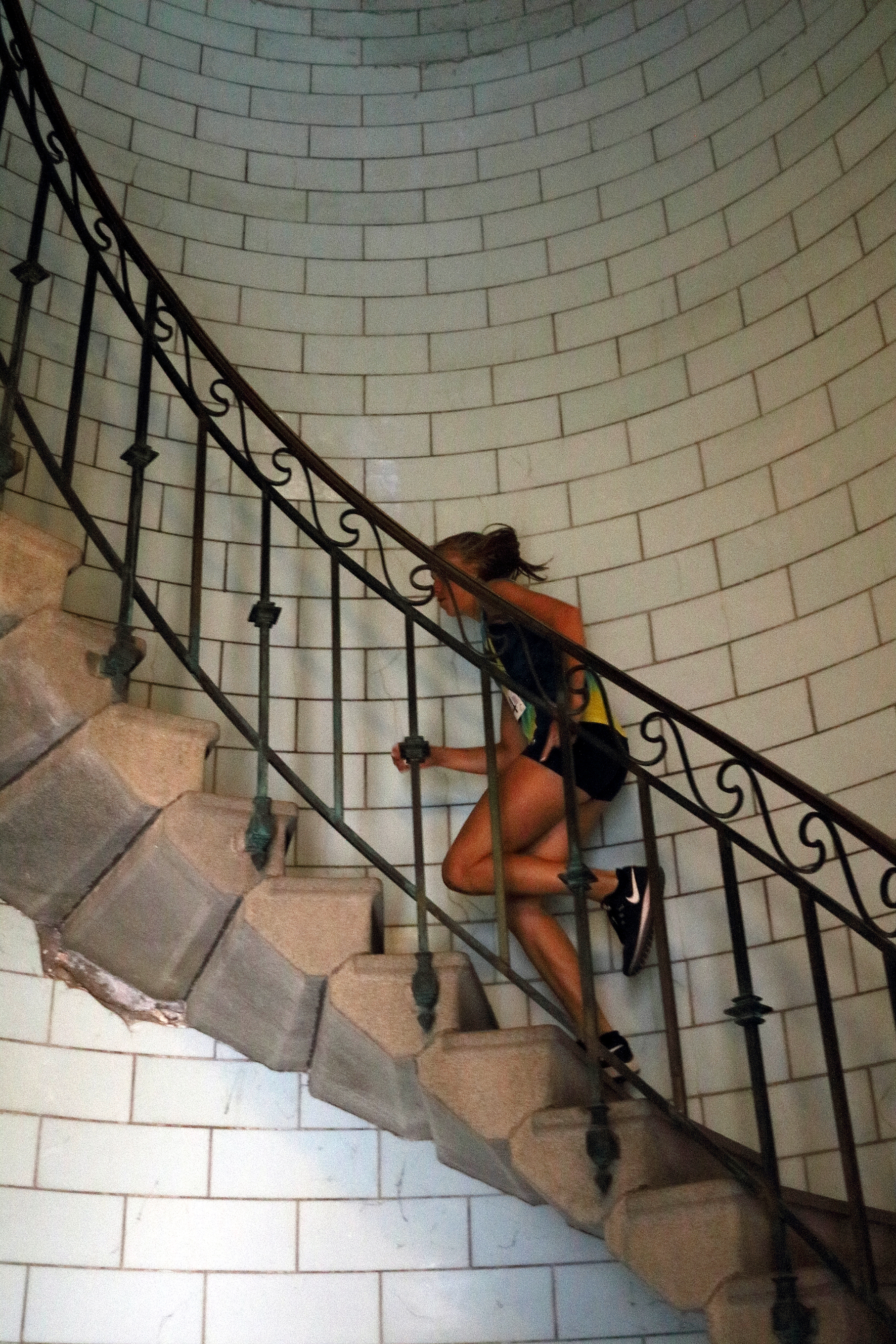
Agathe Guillemot en 2018 dans la montée du phare d'Eckmühl, épreuve qu'elle a remportée sept fois d'affilée.

Originaire de Penmarc'h, en pays Bigouden, née à Pont-l'Abbé, licenciée au Club Athlétique Bigouden pendant son adolescence, elle intègre l'INSA Rennes en 2019 pour ses études d'ingénieur en génie civil,.
En 2021, elle rejoint le club Haute Bretagne Athlétisme en parallèle de ses études à Rennes, avec Marc Reuzé comme entraîneur.
Le 4 février 2023, Agathe Guillemot remporte le 800 mètres lors du Flanders Indoor à Gand.
En juillet 2023, elle participe pour la première fois à une compétition de la Ligue de diamant, à Monaco. Elle termine 12e de la course du mile et établit à cette occasion un nouveau record personnel sur la distance à 4 min 26 s 92. Elle obtient également sa qualification pour les championnats du monde 2023,.
Elle devient ensuite championne de France du 1 500 mètres à Albi avec un temps de 4 min 22 s 69.
Le 30 janvier 2024, elle établit un nouveau record de France du Mile en salle au meeting Golden Spike Ostrava. Arrivée 5e, et 1re européenne derrière 4 Éthiopiennes, son temps est de 4’29’’02. Le 10 février 2024, lors du meeting de Liévin, Agathe Guillemot termine 7e en 4 min 4 s 64 du 1 500 m remporté par l’Éthiopienne Freweyni Hailubat, mais elle bat le record de France du 1 500 m en salle, détenu par Hind Dehiba en 4 min 5 s 67 depuis mars 2006. Elle se classe 7e des championnats du monde en salle à Glasgow.
Le 25 mai 2024 au meeting Stanislas de Nancy, elle améliore de plus d'une seconde son record personnel en 4 min 2 s 05 et réalise les minimas de qualification pour les Jeux olympiques de 2024. Elle remporte la médaille de bronze aux Championnats d'Europe d'athlétisme 2024 à Rome. Elle s'empare également du record de France du 2 000 mètres le 12 juillet 2024 lors du meeting Herculis de Monaco, en 5 min 32 s 63.
Lors des Jeux olympiques, elle bat le record de France du 1 500 mètres en 3 min 56 s 69 en demi-finale le 8 août puis termine 9e de la finale le 10 août.
Agathe Guillemot remporte le 1 500 mètres des Championnats de France d'athlétisme en salle 2025 à Miramas.
Elle est médaillée d'or du 1 500 mètres aux Championnats d'Europe d'athlétisme en salle 2025 à Apeldoorn.

## Palmarès

### International
| Date | Compétition                    | Lieu      | Résultat | Épreuve | Temps         |
| ---- | ------------------------------ | --------- | -------- | ------- | ------------- |
| 2024 | Championnats du monde en salle | Glasgow   | 7e       | 1 500 m | 4 min 4 s 94  |
| 2024 | Championnats d'Europe          | Rome      | 3e       | 1 500 m | 4 min 5 s 69  |
| 2024 | Jeux olympiques                | Paris     | 9e       | 1 500 m | 3 min 59 s 08 |
| 2025 | Championnats d'Europe en salle | Apeldoorn | 1re      | 1 500 m | 4 min 7 s 23  |

### National
- Championnats de France d'athlétisme
  - Vainqueur du 1 500 m en 2023 et en 2024
- Championnats de France d'athlétisme en salle
  - Vainqueur du 1 500 m en 2024 et en 2025
  - 2e du 800 m en 2022
  - 3e du 800 m en 2023
- Championnats de France de cross-country
  - 2e du cross court en 2024

## Records
| Épreuve      | Épreuve   | Temps         | Lieu     | Date            |
| ------------ | --------- | ------------- | -------- | --------------- |
| 1 500 mètres | Plein air | 3 min 56 s 69 | St-Denis | 8 août 2024     |
| 1 500 mètres | En salle  | 4 min 4 s 64  | Liévin   | 10 février 2024 |
| Mile         | Plein air | 4 min 19 s 08 | Londres  | 19 juillet 2025 |
| 2 000 mètres | Plein air | 5 min 32 s 63 | Monaco   | 12 juillet 2024 |